# 慶長通宝

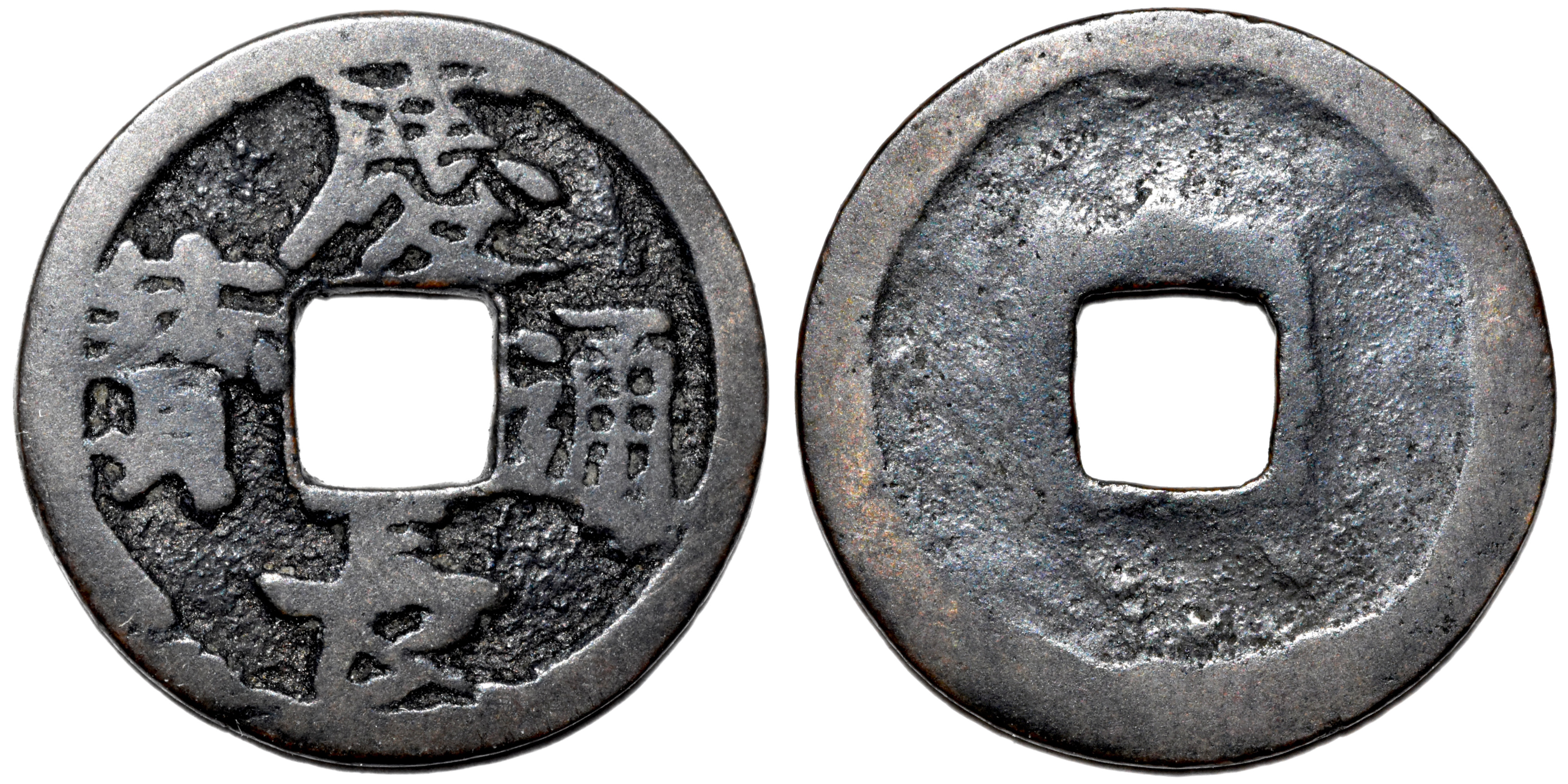
慶長通寳

慶長通宝（けいちょうつうほう）は、慶長11年（1606年）に江戸幕府によって発行された銅銭（異説もある）。日本では平安時代の皇朝十二銭以来久しく途絶えていた中央政府による鋳造貨幣であるとされる。銭文は「慶長通寳」である。

## 概要
銭容は大きく分けて2系統がある。一つは大形で文字も整った比較的良質なものであり、もう一つは小型で質も劣悪であり永樂通寳から「永樂」を削除し「慶長」を嵌め込み変造した鋳型を用いたと思われる私鋳銭である。前者は主に江戸や京都周辺で用いられ、後者は主として九州方面にて用いられていた。
一方で、堺市の環壕遺跡からは宋銭、明銭、および琉球貨幣などに混じって66枚の慶長通寳が出土しており、慶長元年（1596年）から2年（1597年）頃に掛けて大坂あるいは鐚銭の鋳造が盛んであった、堺で鋳造されたとする説もある。また東京都奥多摩町の日原鍾乳洞からも30枚出土している。
当時の鋳造記録が殆ど無く、江戸幕府による鋳造を否定する説もある。だが、慶長13年（1608年）に永楽通宝の使用を禁ずる法令が幕府から出されている事から、永楽通宝に代わる然るべき銅銭が存在したと考えるのが妥当である事、翌年に御定相場として金1両 = 銀50匁 = 永楽通宝1貫文 = 「京銭（きんせん）」4貫文の交換比率が定められている事から、この「京銭」が慶長通宝に当たるのではと考えられている（ただし、この京銭については『日本で私鋳された宋銭や無文銭が、銭不足に伴い一律に4枚で永楽銭1文相当として扱われていた』とする説などもある）。また、これまで永楽銭の通用地域であった関東地方の銭貨を京銭に統一するために京銭と同価値の銭貨（慶長通宝）を鋳造したとも考えられる。更に永楽通宝の使用を禁ずる法令を出したものの、慶長通寳の鋳造量が絶対的に不足し永楽通宝に代えるには不十分であったことから、この禁令は事実上、永楽通宝の永勘定（金1両 = 永1貫文）としての優位的使用を禁止したものであったとの説もある一方で、この時代には既に永楽通宝は計算貨幣化して日常の取引では用いられず、取引の場では京銭4枚を永楽銭1文扱いで用いられていた実体を追認したにすぎないという説もある。
これが江戸幕府が発行したものであったとしても、当時の幕府は成立したばかりであり、国内最大の経済都市である大坂を幕府と敵対する豊臣氏が支配していた事や全国経済の把握が進んでいなかった事、更に悪質な私鋳銭も出回ったこともあって、全国的な流通には至らなかったものと考えられている。
江戸幕府が全国的な貨幣統一を確立するのは豊臣氏が滅亡してその全国支配が確立した後に発行された寛永通寳の発行まで待つ事になる。